# Freegun
Freegun est une marque française de textile, fondée en 2007 par Sylvain et Sophie Caire. Elle est principalement connue pour ses boxers colorés et à motifs. La marque appartient à l'entreprise Textiss, dont le siège est situé à Châteauneuf-du-Rhône.

## Histoire

### Origines et création
La marque est créée en 2007 à Châteauneuf-du-Rhône par l'entreprise Textiss (fondée par Sylvain et Sophie Caire) pour apporter de la couleur aux sous-vêtements aux couleurs neutres de l'époque,.

### Succès commercial

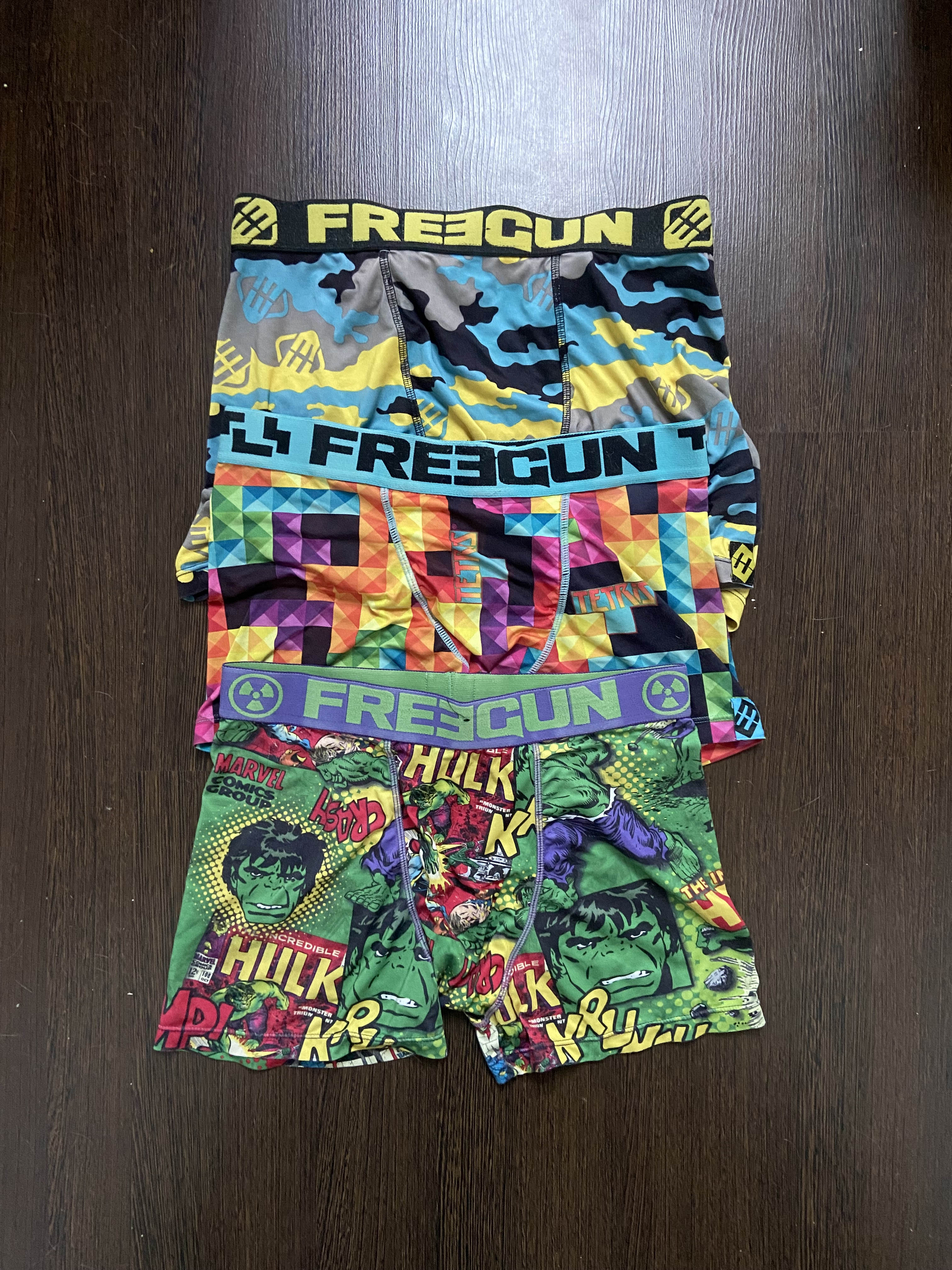
Boxers Freegun.

Depuis son lancement, Freegun cible une clientèle jeune, notamment des adolescents, grâce à ses modèles colorés contenant par exemple des dessins de fruits ou des super-héros,,.
La marque développe des collaborations avec des franchises populaires telles que Star Wars, Les Simpson, Chupa Chups, Lapins crétins et Assassin's Creed, qui renforcent l'attrait de ses produits,,.
Ces partenariats ont permis d'élargir l'offre de produits, incluant non seulement des sous-vêtements, mais également des tee-shirts, pantalons, chaussures et divers accessoires,.

## Impact sur le marché
Freegun s'est imposée comme un acteur significatif du marché français des sous-vêtements. En 2020, Freegun a généré un chiffre d'affaires d'environ 28 millions d'euros (soit 70 % de l'entreprise Textiss), avec des ventes atteignant entre 1,2 et 2 millions de pièces par mois dans 26 pays, et dont la moitié est due aux tailles pour enfant,,.
Cette même année, Textiss regroupe 19 marques, emploie 44 employés à Châteauneuf-du-Rhône et réalise un chiffre d'affaires de 36,5 millions d'euros, contre 50 millions d'euros et 80 employés en 2020.